# Ítalo Moriconi
Ítalo Moriconi (Rio de Janeiro, 1954) é crítico, curador literário, ensaísta, poeta, e professor da UERJ.

## Biografia
Ítalo Moriconi, nasceu no Rio de Janeiro, em 1953, de 1960  até  1975 morou em Brasilia, graduou-se em ciências sociais pela UNB, e voltando para o Rio de Janeiro fez mestrado e doutorado  em letras. Pós doutorado em comunicação pela UFRJ. Foi diretor da Editora UERJ, criando a coleção  Ciranda da Poesia.
Membro de conselhos editoriais de periódicos nacionais e estrangeiros. Publicou crítica literária contemporânea, seguidos de antologias.
Fez palestras sobre literatura brasileira e teve a participação de simpósios, na condição de convidado das  instituições internacionais Madison-Wisconsin, Universidad de Buenos Aires, New York University, Sorbonne, Freie Universitat - Berlim, Northwestern University, University of Chicago.

## Obras
- Ana Cristina Cesar: O Sangue de Uma Poeta (Escrita inicialmente em, 1996, para a coleção "Perfis do Rio", Selo HB -selo em parceria com a e-galaxia e a crítica editora Heloisa Buarque de Hollanda, obra relançada pela José Olympio) [12][24]
- Como e por que ler a poesia brasileira do século XX
- Meu fetiche[25][26]
- Quase sertão
- A cidade e as ruas
- Caderno de maldito
- Cão danado na noite
- História do peixe

## Obras organizadas
- Cartas de Caio Fernando de Abreu[27]
- Destino: Poesia (Publicada inicialmente pela José Olympio, a obra reúne poemas de Cacaso, Ana Cristina César, Chacal, Francisco Alvim, Torquato Neto, Paulo Leminski e Waly Salomão, republicado pela Editora Record).[28]
- ).[29][30][31][32]

## Organizou antologias
- Os cem melhores contos brasileiros do século
- Os cem melhores poemas brasileiros do século[33]
- Torquato Neto - Essencial[34]

## Prêmio
- 2011: Prêmio Faz Diferença (venceu)[35]